# Charles Brainard Taylor Moore

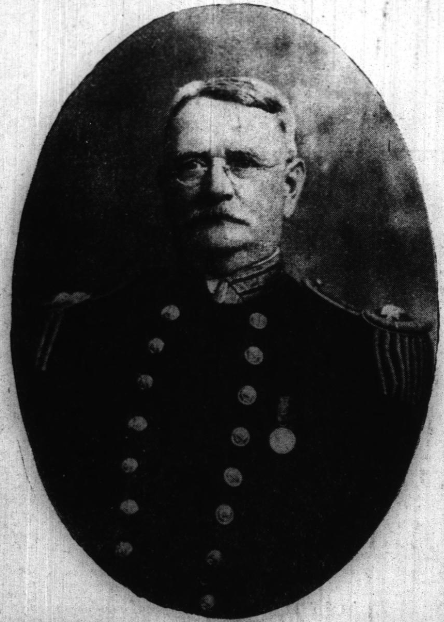
Charles Brainard Taylor Moore

Charles Brainard Taylor Moore (* 29. Juli 1853 in Decatur, Illinois; † 4. April 1923 in Philadelphia, Pennsylvania) war ein US-amerikanischer Marineoffizier. Zwischen 1905 und 1908 war er der erste Militärgouverneur von Amerikanisch-Samoa.

## Werdegang
Über die Jugend und Schulausbildung von Charles Moore ist nichts überliefert. Im Jahr 1873 absolvierte er die United States Naval Academy in Annapolis (Maryland). Anschließend durchlief er eine militärische Laufbahn als Offizier der United States Navy. 1911 wurde er zum Konteradmiral befördert. In den Jahrzehnten zuvor diente er auf verschiedenen Schiffen der Navy.
Zwischen 1904 und 1908 war er Militärgouverneur von Amerikanisch-Samoa. Im Jahr 1911 wurde er Kommandeur der Marinestation in San Francisco. Später kommandierte er die Stützpunkte auf den Philippinen und auf Hawaii. Im Jahr 1915 ging er in den Ruhestand, den er in Decatur verbrachte. Er starb am 4. April 1923 im Marinekrankenhaus in Philadelphia.